# People’s United Financial
People’s United Financial — финансовая группа, расположенная в штате Коннектикут. Основой деятельности служит People’s United Bank (Объединённый народный банк). Помимо Коннектикута работает в штатах Нью-Йорк, Массачусетс, Вермонт, Нью-Гемпшир и Мэн. В списке крупнейших публичных компаний мира Forbes Global 2000 за 2021 год компания заняла 1294-е место (583-е по активам, 1109-е по чистой прибыли).
Банк был основан в 1842 году под названием Bridgeport Savings Bank (Сберегательный банк Бриджпорта). После слияния с People’s Bank of Vermont (Народного банка Вермонта) в 1983 году название было изменено на People’s Bank. В 1985 году банк начал выпуск кредитных карт, но в 2004 году продал тот бизнес Royal Bank of Scotland Group. В 2007 году после поглощения нескольких банков в Новой Англии название стало People’s United Bank. В феврале 2021 года достигнуто соглашение о покупке People’s United банком из соседнего штата Нью-Йорк M&T Bank.
Сеть банка насчитывает 417 отделений. На конец 2020 года активы составили 63 млрд долларов, из них 44 млрд на выданные кредиты, 9,2 млрд пришлось на инвестиции в ценные бумаги (в основном ипотечные). Принятые депозиты составляли 52 млрд долларов.